# Хіба це не правда
Хіба це не правда (англ. Ain't It the Truth) — американська короткометражна кінокомедія 1915 року.

## У ролях
- Воллес Бірі — Гарольд Воллінгтон
- Рут Хеннессі
- Роберт Болдер